# LUX 037
LUX 037 fue un evento de artes marciales mixtas producido por LUX Fight League, que se llevó a cabo el 24 de noviembre de 2023 en el Gimnasio Marcelino González de Zacatecas, Zacatecas, México.

## Antecedentes
LUX 037 marcó la primera visita de la promoción a la ciudad de Zacatecas.
El evento estelar contó con una pelea de peso gallo entre el recién llegado a la promoción José Alberto Quiñónez y Jonas Ortega.
La pelea coestelar contó con un combate de peso mosca entre Luis Iván Rodríguez	y Victor Nuñez.